# آتونگا (نیو ساوت ولز)
آتونگا (به انگلیسی: Attunga) یک شهرک در استرالیا است که در نیو ساوت ولز واقع شده‌است.